# Kanton Château-du-Loir
Kanton Château-du-Loir (fr. Canton de Château-du-Loir) je francouzský kanton v departementu Sarthe v regionu Pays de la Loire. Tvoří ho 11 obcí.

## Obce kantonu
- Beaumont-Pied-de-Bœuf
- Château-du-Loir
- Dissay-sous-Courcillon
- Flée
- Jupilles
- Luceau
- Montabon
- Nogent-sur-Loir
- Saint-Pierre-de-Chevillé
- Thoiré-sur-Dinan
- Vouvray-sur-Loir